# Смртна казна у Русији
Смртна казна је законска казна у Русији, али се не примењује због уведеног мораторијума. Од 2. августа 1996. године није изречена смртна казна или погубљење. Русија има активан мораторијум који је имплицитно успоставио председник Борис Јељцин 1996. године, а који је изричито установио Уставни суд Русије 1999. године и који је поново потврђен 2009. године.

## Историја

### Средњовековна Русија и Руско царство
Средњовековна Русија је нашироко практиковала смртну казну. Један од првих правних докумената који личи на модерни кривични закон донесен је 1398. године, у којем се помиње само један тешки злочин: крађа извршена након две претходне осуде (рани претходник садашњих закона о три прекршаја који постоје у неколико америчких држава). Псковски законик из 1497. значајно проширује ову листу и наводи три специјализована случаја крађе (оне почињене у цркви, крађа коња или, као и раније, са два претходна „прекршаја”), као и палеж и издаја. Тренд повећања броја злочина због којих је особа могла бити осуђена на смртну казну се наставио: 1649. године ова листа је укључивала 63 злочина, што је бројка која се скоро удвостручила за време владавине цара Петра Великог. Методе егзекуције су биле изузетно окрутне према савременим стандардима и укључивале су утапање, живо закопавање и изливање течног метала у грло.
Елизабета (владала 1741–1762) није делила ставове свог оца Петра о смртној казни и званично је суспендовала смртну казну 1745. године, ефективно уводећи мораторијум. То је трајало 11 година, након чега је смртна казна поново уведена, након знатног противљења мораторијуму како од стране племства, тако и од стране саме царице.
Можда је прва јавна изјава о овом питању која је била и озбиљна и снажна дошла од Катарине Велике, чији су либерални ставови били у складу са њеним прихватањем просветитељства. У свом Наказу из 1767. године, царица је изразила презир према смртној казни, сматрајући је неприкладном, додајући: „У уобичајеном стању друштва смртна казна није ни корисна ни потребна. Међутим, изричит изузетак је ипак био дозвољен за случај некога ко, чак и док је осуђен и затворен, „још увек има средства и моћ да изазове немире у јавности“. Овај посебан изузетак односио се на побуњенике Пугачовљеве побуне 1775. У складу са ставом Катарине Велике, наредних неколико деценија обележило је промену перцепције јавности у односу на смртну казну. Године 1824. само постојање такве казне било је међу разлозима за одбијање законодавне власти да одобри нову верзију Кривичног законика. Само годину дана касније, побуна децебриста је пропала, а суд је осудио 36 побуњеника на смрт. Одлука Николаја I да помилује осуђене на смртну казну, са изузетком пет појединаца, пет била је веома неуобичајена за то време, посебно узимајући у обзир да су побуне против монархије готово универзално за судски епилог имале пресуду на смртну казну. До касних 1890-их, смртна казна за убиство практично никада није извршена, већ је замењена са 10 до 15 година затвора са принудним радом, иако је и даље извршена због издаје (на пример, Александар Уљанов је обешен 1887.) . Међутим, 1910. године смртна казна је поново уведена и проширена, иако се и даље веома ретко користила.

### Руска Република
Смртна казна је званично забрањена 12. марта 1917. након Фебруарске револуције и успостављања Руске Републике. 12. маја 1917. смртна казна је постала примењива за војнике на фронту.

### Руска СФСР и Совјетски Савез
Совјетска влада је потврдила укидање смртне казне скоро одмах након Октобарске револуције, али је убрзо поново установила праксу. Социјалиста-револуционарка Фани Каплан погубљена је 4. септембра 1918. због покушаја да убије Лењина шест дана раније. Бољшевици су веома широко користили вешања и стрељања као део Црвеног терора који су спроводили.
Током наредних неколико деценија, смртна казна је била наизменично дозвољена и забрањена, понекад врло брзо. Листа тешких кривичних дела такође је претрпела неколико промена. Под владавином Јосифа Стаљина, многи су погубљени током Велике чистке 1930-их. Многе смртне казне изрекла је посебно именована трочлана комисија званичника, тројка НКВД-а. О тачном броју погубљења се расправља, а архивска истраживања сугеришу да се број креће између 700.000 и 800.000, док званични извештај Никите Хрушчова из 1954. наводи 642.980 извршења смртних казни, други извештај из 1956. године наводи 688,625, од којих је 688,260 извршено током 1937-1938. Пресуда о смртној казни у Совјетском Савезу названа је „Врховна мера казне“ (Виссхаиа Мера Наказанија, ВМН). Пресуде по члану 58 (контрареволуционарна активност) често су се завршавале казном која је била скраћена као ВМН, након чега су обично уследила погубљења кроз стрељање, иако су друге честе пресуде биле затворске казне на 10 година и 25 година (назване „Сталинскиј четвертак“ Сталинскиј четвертак, „Стаљинова Четвртина“).
Смртна казна је поново укинута 26. маја 1947, а најстрожа казна је постала 25 година затвора, пре него што је враћена 12. маја 1950: прво за издају и шпијунажу, а затим за тешко убиство. Према западним проценама, почетком 1980-их совјетски судови су изрицали око 2.000 смртних казни сваке године, од којих су две трећине преиначене у затворске казне. Према архивској бази података ГАРФ-а, између 1978. и 1985. било је 3.058 смртних казни на које је уложена жалба Врховном совјету РСФСР-а . Најмање једна жена је погубљена за то време, Антонина Макарова, 11. августа 1978. Након пада Совјетског Савеза, Руска Федерација је спроводила смртну казну повремено, са до 10-ак званичних извршења годишње. Године 1996, до уласка Русије у Савет Европе, стављен је мораторијум на смртну казну, који је остао на снази до 2023. године.

## Тренутни статус

### Застарелост
Члан 20. Устава Русије каже да свако има право на живот и да се „смртна казна до њеног укидања може изрећи само за најтеже злочине против живота људи“. Поред тога, све такве казне захтевају суђење пороти. Укључивање формулације о укидању неки су протумачили као услов да се смртна казна укине у будућности.
Важећи Кривични закон дозвољава смртну казну за пет кривичних дела:
- убиство, уз одређене отежавајуће околности (члан 105.2)
- покушај убиства судије (члан 295)
- покушај убиства полицијског службеника (члан 317)
- покушај убиства државног функционера (члан 277)
- геноцид (члан 357)

Ниједан злочин нема обавезну смртну казну; сваки од пет поменутих одељака такође дозвољава казну доживотног затвора, као и казну затвора од 8 до 30 година. Мушкарци млађи од 18 година или старији од 60 година у време извршења, као и све жене, не испуњавају услове за смртну казну.
Законик о извршењу кривичног дела прецизира да се стрељање спроводи „приватно стрељањем“.

### Мораторијум
Један од главних захтева Савета Европе за све потенцијалне чланице је укидање смртне казне. Међутим, Савет је прихватио привремени мораторијум. У складу са тим, 25. 01. 1996. Савет је захтевао од Русије да одмах примени мораторијум и потпуно укине смртну казну у року од три године, како би њена апликација за чланство у организацији била одобрена. За месец дана Русија је испунила захтеб и постала чланица Савета. Да ли се мораторијум заиста догодио као питање законског права, предмет је одређених контроверзи.
Председник Борис Јељцин је 16. маја 1996. издао декрет „за постепено смањење примене смртне казне у вези са уласком Русије у Савет Европе“, за који се нашироко наводи да је дефакто успостављао такав мораторијум. Уредба је позвала законодавну власт да припреми закон којим би се укинула смртна казна, као и препоруку да се смањи број смртних кривичних дела и да се од власти захтева да се према осуђенима на смрт односи на хуман начин. Иако се наредба може тумачити као да правно не укида смртну казну, то је на крају био практичан ефекат и као такву је прихваћен од стране Савета Европе пошто је Русији одобрено чланство у организацији. Међутим, пошто су погубљења настављена 1996. године, након што је Русија потписала споразум, Савет није био задовољан и поставио је Русији неколико ултиматума, претећи да ће протерати земљу ако се смртна казна настави. Као одговор, донето је још неколико закона и наредби, а Русија није погубила никога од 2. августа 1996. Последња особа која је погубљена у Русији био је серијски убица Сергеј Головкин, који је осуђен 1994. године и стрељан 02.08.1996.
Након што је објављен мораторијум и службено повећана максимална казна са 25 година на доживотни затвор, вишеструки осуђеници на смрт извршили су самоубиство.
Уставни суд Русије је 2. фебруара 1999. године донео привремену обуставу било каквих погубљења из прилично техничког разлога, али је ипак први пут мораторијум стављен у неупитан правни оквир. Према горе цитираном Уставу, смртна казна се може изрећи само на суђењу са поротом, што још није спроведено у неким регионима земље. Суд је утврдио да такав диспаритет чини смртне казне незаконитим у било ком делу земље, чак и у онима у којима се спроводи процес суђења пред поротом. Према овој пресуди, смртна казна не може бити изречена док се у свим регионима земље не суде пороте.
У априлу 2013. председник Владимир Путин је рекао да је укидање мораторијума неупутно. Међутим, када је Русија суспендована из Савета Европе након њене инвазије на Украјину 2022. године, бивши председник и премијер Дмитриј Медведев подржао је враћање смртне казне у Русији.

### У отцепљеним регионима које подржава Русија
Дана 9. јуна 2022. Врховни суд (самопроглашене) Доњецке Народне Републике осудио је Ејдена Аслина, Шона Пинера (држављани УК) и Садуна Брахима (Мароканца) за плаћеништво и осудио их на смртну казну. Руски медији и суд тврдили су да је Аслин признао да је „прошао кроз припреме у циљу извођења терористичких аката“ и да је Пинер у Великој Британији препознат као терориста због учешћа у ратовима у Ираку и Сирији. Мушкарци су рекли да су служили у украјинским маринцима, што их чини активним војницима који би требали бити заштићени Женевским конвенцијама о ратним заробљеницима; УН и УК су осудиле пресуду, подржавајући ову тврдњу. Мушкарци су пуштени након размене заробљеника.

## Јавно мњење
Истраживање које је иста компанија спровела 2012. године (на узорку од 3.000 људи) показало је да се 62 одсто испитаника залаже за повратак употребе смртне казне, а 21 одсто и даље подржава мораторијум. У овој анкети пет одсто испитаника подржало је укидање смртне казне, а 66 одсто је подржало смртну казну као валидну казну.
Према истраживању Левада центра из 2013. године, 54 одсто испитаника се залагало за једнаку (38 одсто) или већу (16 одсто) употребу смртне казне као пре мораторијума из 1996, што је пад са 68 одсто у 2002. и са 61 одсто у 2012. години. Ово истраживање је показало да смртна казна сада има већи рејтинг у урбаним срединама (77 одсто у Москви, на пример), код мушкараца и међу старијима. Према подацима Левада центра, удео Руса који траже укидање смртне казне био је 12 одсто 2002. године, 10 одсто 2012. и 11 одсто 2013. године. Према истом извору, проценат Руса који одобравају мораторијум порастао је са 12 одсто у 2002. на 23 одсто у 2013. г.
Током 2015. удео оних који су подржавали смртну казну смањен је на 41 одсто, а 44 одсто је против.
Истраживање из фебруара 2017. показало је мали пораст подршке, са 44 одсто Руса који желе да се смртна казна врати, а 41 одсто каже да се противи таквој мери. 15 одсто испитаника је рекло да нема никакво мишљење о овом питању.
У анкети Левада центра из 2019. године, показало се да се број Руса који подржавају враћање смртне казне попео на скоро 50%, 49% руских испитаника желело би да види повратак смртне казне, што је повећање са 44% подршке за меру из 2017. 19 % анкетираних је тада навело да смртну казну треба укинути.

## Руско мишљење о пракси у Европи
Након што су двоје терориста погубљена у Белорусији 2012. године због њихове улоге у бомбашком нападу на метро у Минску 2011. године, руски министар спољних послова Сергеј Лавров рекао је да је позвао све европске земље да се придруже мораторијуму, укључујући Белорусију. Он је, међутим, рекао да је то унутрашња ствар сваке државе и да је, упркос осуди погубљења, Русија и даље главни заговорник рата против тероризма.

## Начин извршења
Историјски гледано, у Русији су коришћене различите врсте смртне казне, као што су вешање, ломљење точка, спаљивање, одсецање главе, бичевање ноутом до смрти итд. У време Ивана Грозног смртна казна је често имала егзотичне и мучне облике, а набијање на колац био је један од најчешћих видова. Одређени злочини су подразумевали посебне облике смртне казне, на пример, фалсификатори новчића су погубљени сипањем растопљеног олова у грла, док су одређени верски злочини били кажњиви живим спаљивањем.
У временима после Петра Великог, вешање за војнике и стрељање за цивиле постало је подразумевани начин егзекуције, иако су одређене врсте несмртоносних телесних казни, као што су бичевање или ударање штапом, могле да доведу до смрти осуђеника.
У Совјетском Савезу и пост-совјетској Русији, осуђеници су чекали погубљење у периоду од око 9 до 18 месеци од прве пресуде. То је било време обично потребно да се две или три жалбе процесуирају кроз совјетски правни систем, у зависности од нивоа суда који је осуђеника први осудио на смрт. Стрељање било једино легално средство извршења, иако тачан поступак никада није кодификован. За разлику од већине других земаља, егзекуција није укључивала никакву званичну церемонију: осуђеник често није био упозорен и био би изненађен како би се елиминисао страх, патња и отпор.
Процес је обично изводио један џелат, а коришћење стрељачог вода било је ограничено на ратна погубљења. Најчешћи метод је био да се осуђеник натера да уђе у ћорсокак и да га из пиштоља упуца отпозади у потиљак. У неким случајевима, осуђеник би могао да клекне. Причало се да неки затвори имају посебно дизајниране просторије са ватреним отворима. Други метод је био да се осуђеник натера да изађе из затворске зграде, где га је чекао џелат и камион са упаљеним мотором и фаровима. Светла су заслепила и дезоријентисала осуђеника, док је бука мотора пригушила пуцањ.
Тела стрељаних злочинаца и политичких дисидената нису предата рођацима, већ су сахрањена у анонимним гробницама на непознатим локацијама.